# KBBC Oostkamp
KBBC Oostkamp is een Belgische basketbalploeg uit Oostkamp.
Tijdens het seizoen 2020/21 is de club actief in de Derde klasse B. De club heeft ook een Two en een Three ploeg en verschillende jeugdteams. 